# Miguel de Lima Valverde
Miguel de Lima Valverde (* 29. September 1872 in Santo Amaro, Brasilien; † 7. Mai 1951) war ein brasilianischer Geistlicher und römisch-katholischer Erzbischof von Olinda e Recife.

## Leben
Miguel de Lima Valverde empfing am 30. Mai 1895 das Sakrament der Priesterweihe für das Erzbistum São Salvador da Bahia.
Am 6. Februar 1911 ernannte ihn Papst Pius X. zum ersten Bischof des neuerrichteten Bistums Santa Maria. Der Erzbischof von São Salvador da Bahia, Jerônimo Tomé da Silva, spendete ihm am 29. Oktober desselben Jahres die Bischofsweihe; Mitkonsekratoren waren der Bischof von Alagôas, Manuel Antônio de Oliveira Lopes, und der Bischof von São Luís do Maranhão, Francisco de Paula Silva CM.
Papst Pius XI. ernannte ihn am 10. Februar 1922 zum Erzbischof von Olinda e Recife.